# Bohuslav Tobiška
Bohuslav Tobiška, alias Toby (22. ledna 1914 Česká Rybná – 7. července 1987 Javea), byl československý vojenský letec, člen francouzské Cizinecké legie působící v Africe, bojovník 311. československé bombardovací perutě RAF, poradce a osobní přítel etiopského císaře Haile Selassie I.

## Životopis
Bohuslav Tobiška se narodil 22. ledna 1914 v České Rybné u Žamberka. Po základní škole absolvoval reálku v Kostelci nad Orlicí, pokračoval na Lékařské fakultě University Karlovy, kterou však nedokončil. Po vypuknutí II. světové války se dal naverbovat k Cizinecké legii v Africe, během války působil jako velitel letky 311. československé bombardovací perutě RAF ve Velké Británii, po válce pracoval jako velitel letiště v Kbelích a Ruzyni, po převratu v roce 1948 odešel do emigrace, kde působil jako poradce etiopského císaře Haile Selassie I. při budování etiopského letectva.

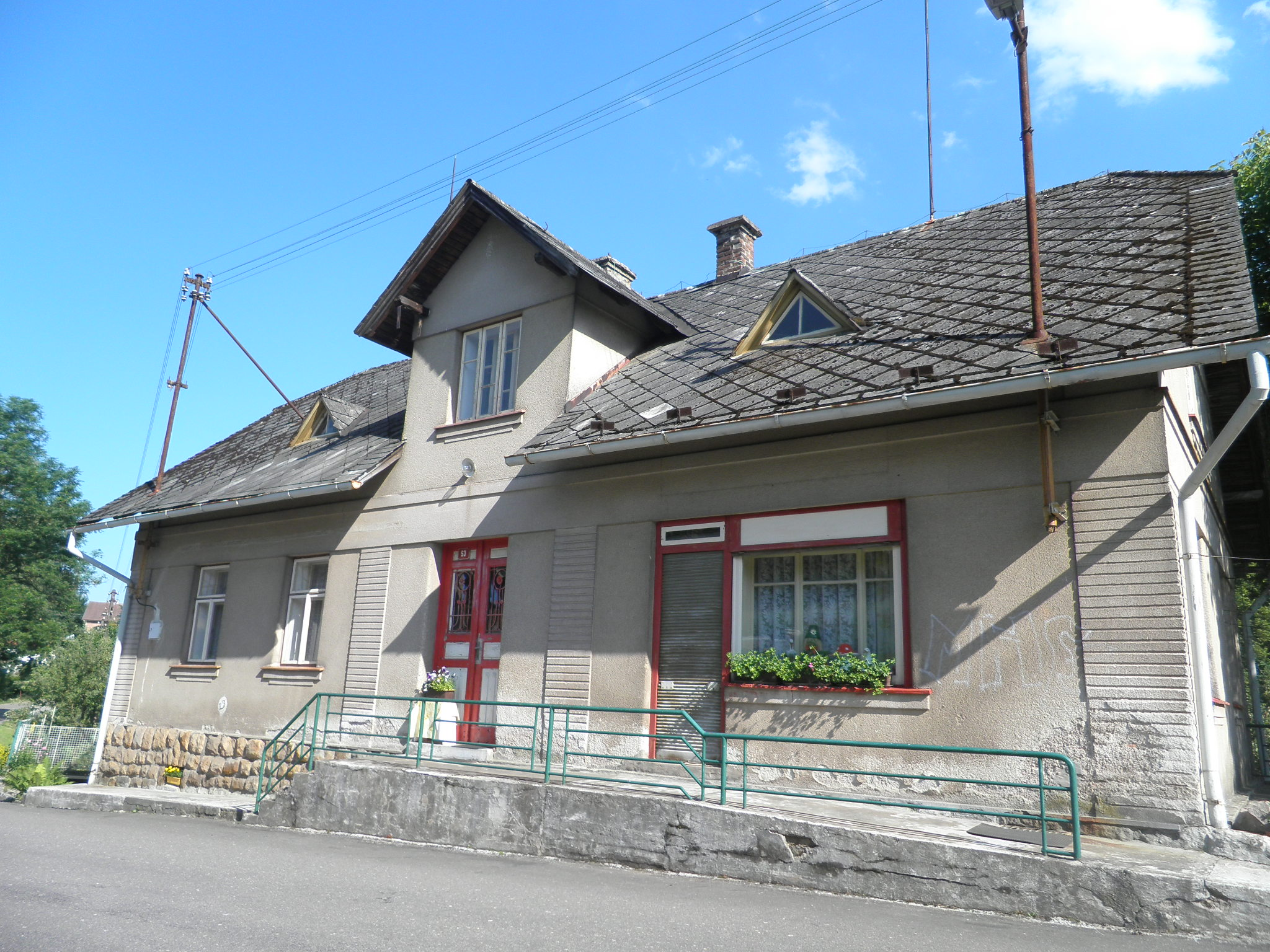
Dům rodiny Tobiškovy v České Rybné, kde v pravé části domu byla prodejna pekárny